# Xirókaia Balka (Miskhako)
|  | Per a altres significats, vegeu «Xirókaia Balka (Kutaís)». |

Xirókaia Balka - Широкая Балка (rus) - és un poble del krai de Krasnodar, a Rússia. Es troba a la costa de la península d'Abrau, a la vora meridional de la mar Negra, a 9,5 km al sud-oest de Novorossiïsk i a 109 km al sud-oest de Krasnodar, la capital.
Pertany al municipi de Miskhako.